# Ying Quartet
Le Ying Quartet est un quatuor à cordes américain formé à Chicago en 1988.

## Histoire
Le Ying Quartet est composé de quatre frères et sœurs, Timothy et Janet Ying (violon), Phillip Ying (alto) et David Ying (violoncelle), originaires de Winnetka, dans l'Illinois. Les membres de la fratrie forment le quatuor en 1988 tout en étudiant à l'université Eastman School of Music de Rochester. Le quatuor commence à jouer dans la petite ville de Jesup, dans l'Iowa. En avril 2009, Timothy Ying annonce son départ de l'ensemble et est remplacé par Frank Huang (en) qui devient le premier violon de la formation. Il quitte le quatuor l'année suivante pour occuper le poste de premier violon de l'Orchestre symphonique de Houston et est remplacé par Ayano Ninomiya (en) qui quitte à son tour le quartet en 2015 pour être remplacé par le violoniste Robin Scott.
Alors que le Ying Quartet était à Jesup, il remporté en 1993 le Naumburg Chamber Music Award. Dans les années qui ont suivi, les Ying ont joué dans de nombreuses grandes villes américaines et dans de nombreux festivals, y compris Tanglewood, Aspen et San Miguel. Le quatuor joue aussi en Europe, au Canada, au Mexique, en Australie, au Japon et à Taïwan ainsi que dans des endroits prestigieux comme le Carnegie Hall et la Maison-Blanche.
Leur enregistrement des œuvres d'Osvaldo Golijov aux EMI Classics, avec le Quatuor à cordes du Saint-Laurent (en), est nommé pour un Grammy Award en 2003. Le quatuor est nommé à nouveau pour un Grammy en 2007 dans la catégorie "Best Chamber Music Performance" pour leur enregistrement chez Telarc des trois quatuors de Tchaïkovski et de son sextet.
Le quatuor remporte un Grammy 2005 pour leur enregistrement intitulé 4+Four, effectué en collaboration avec le Turtle Island Quartet (en). La formation a enregistré pour les maisons de disques Telarc, Quartz, Elektra et Albany.
Le Ying Quartet enseigne activement. Il est en résidence à l'Eastman School of Music de l'université de Rochester et enseigne fréquemment au Bowdoin International Music Festival (en) à Brunswick, dans le Maine, ainsi qu'à l'Aspen Music Festival and School.